# 神奈川中央交通藤沢営業所

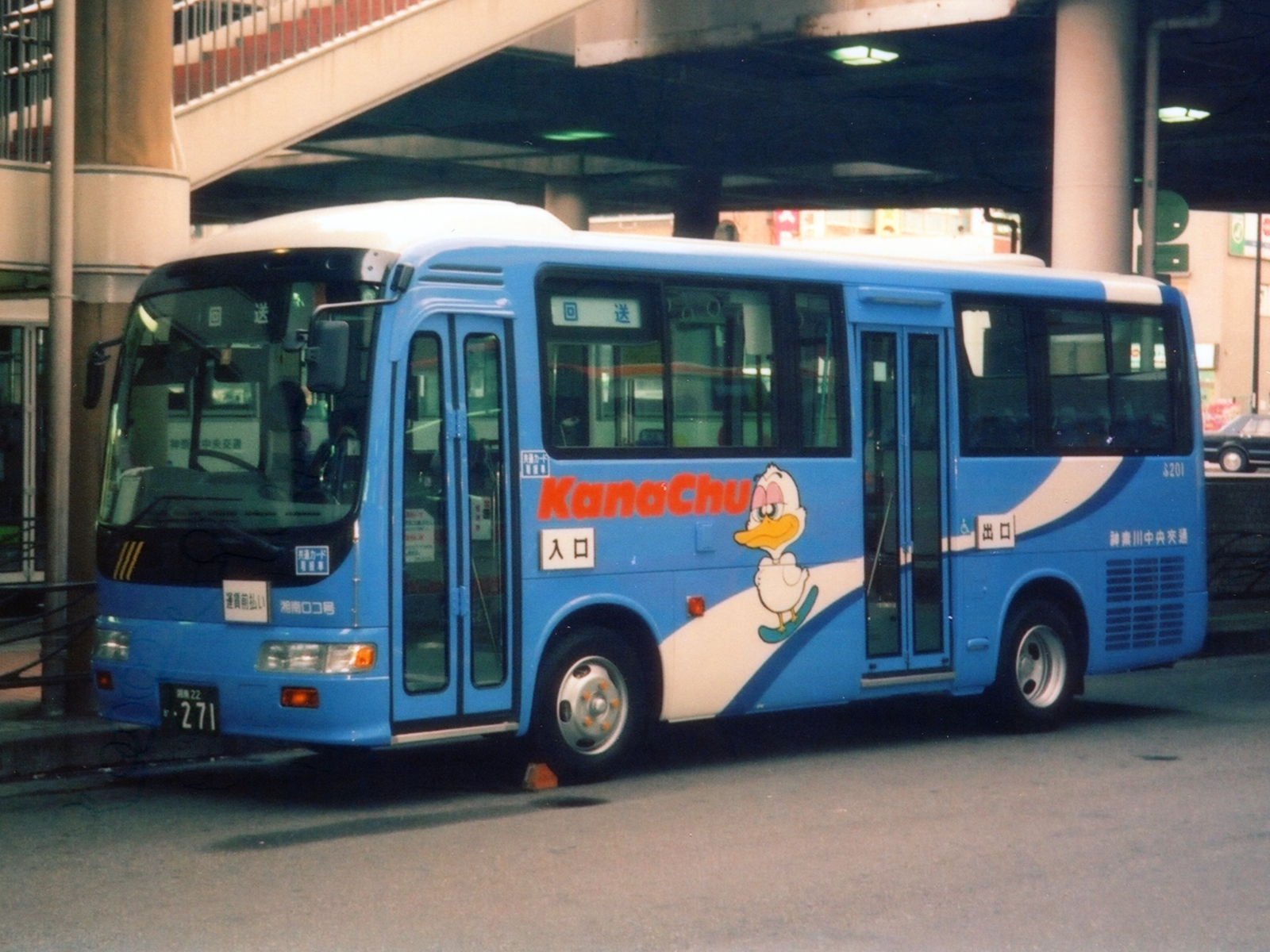
藤が岡循環開業当初に導入された小型車「湘南ロコ号」

神奈川中央交通藤沢営業所（かながわちゅうおうこうつうふじさわえいぎょうしょ）とは、神奈川県藤沢市辻堂新町にある神奈川中央交通の営業所。車両の社番表記などに用いられる略号は「ふ」、最寄の停留所は「高山車庫」である。
神奈川中央交通東に運行管理を全面委託していた。
主に藤沢市内の路線を管轄し、一部は鎌倉市、横浜市、茅ヶ崎市に乗り入れる。

## 沿革
元々は「神奈川中央交通藤沢営業所」だったが、藤沢神奈交バス藤沢営業所（当時）への運行管理委託化に伴う2005年4月16日付けの再編で「神奈川中央交通茅ヶ崎営業所藤沢操車所」となり、神奈川中央交通の営業所としては一旦廃止された。
その後、神奈川中央交通グループの乗合バス事業再編にともない、2017年1月1日付けで組織名称上の「神奈川中央交通藤沢営業所」が復活。運行管理は引き続き、藤沢神奈交バスの後継会社である神奈川中央交通東への全面委託となる。
一時期、神奈川中央交通東（旧藤沢神奈交バス）の自社免許路線が存在したが、2017年12月16日付けで神奈川中央交通本体へ移譲され、他の路線と同様の管理委託へと変更されている。なお、旧藤沢神奈交バス時代の自社車両には「FK」の略号が使用されていた。
- 1931年2月17日 - 藤沢自動車設立。
- 1944年6月16日 - 東海道乗合自動車を存続会社として合併され、神奈川中央乗合自動車に商号変更し、同社藤沢営業所となる。
- 1951年6月29日 - 神奈川中央交通に商号変更される。
- 1962年9月10日 - 現営業所敷地に寄宿舎が設置される。
- 1963年1月20日 - 上記地に整備工場が設置される。
- 1968年7月10日 - 藤沢駅前にあった営業所機能を寄宿舎1階部分に移転する。以後、藤沢営業所は現在地で営業する。
- 1973年11月1日 - 長後操車所が戸塚営業所より移管される。
- 1988年12月24日 - 綾瀬市吉岡東に綾瀬営業所を開設し、長後操車所担当路線および湘南台駅、辻堂駅 - ライフタウン系統を中心に移管して長後操車所を廃止する。
- 1989年12月4日 - 管内全路線でバスカードの使用を開始する。
- 1991年3月25日 - 立体駐車場・修理場を併設した現営業所施設竣工。敷地の一部は売却され、跡地にはマンション「リノア湘南辻堂」が建設された。
- 1996年4月8日 - 国道467号方面の路線を、藤51・58を中心にしたダイヤに再編する。藤56・57、60（初代）が廃止され、長後駅への乗り入れ路線が消滅する。
- 1997年
  - 5月10日 - 藤沢駅近傍の藤が岡団地内をミニバスで循環する藤101 - 藤103系統を開設する。専用の小型バス日野・リエッセを導入して愛称を「湘南ロコ号」とする。
  - 9月1日 - 管内全路線でバス共通カードに対応する。
- 1998年2月19日 - 路線バス車内で、傘の販売を開始する。
- 2003年
  - 6月23日 - 鎌倉市城廻地区を循環する船101～船103を新設、専用の三菱ふそう・エアロミディMKノンステップバスで運行する。
  - 10月16日 - 六会日大前駅と西側の天神町地区をミニバスで循環する「天神町循環線」を開設し、専用の三菱ふそう・エアロミディMEノンステップバスを2台導入する。開設当初より藤沢神奈交バス（現・神奈川中央交通東）の管轄路線となる。
- 2005年4月16日 - 藤沢神奈交バスへの運行管理委託に伴い神奈川中央交通の営業所としては一旦廃止され、「茅ヶ崎営業所藤沢操車所」に組織変更される。藤が丘循環線と天神町循環線は路線、車両共に藤沢神奈交バスの管轄となる。特定契約は戸塚営業所に移管される。
- 2007年12月9日 - 共通ICカードシステム「PASMO」の運用開始により運賃箱をレシップ製の新型運賃箱に交換、車内放送装置を8トラック式から音声合成装置に変更する。
- 2010年3月1日 - 藤沢 - 大船・戸塚バスセンター・横浜薬大線と善行団地・藤が岡・天神町循環線でGPSによるバスロケーションシステムを導入する。
- 2014年9月24日 - 管内全路線で乗降方法を「中乗り・前降り」方式に変更し、運賃支払を後払い方式に統一する。
- 2017年
  - 1月1日 - 神奈川中央交通グループの乗合バス事業再編に伴い[1][2]、神奈川中央交通東・藤沢営業所となった[2]。
  - 12月16日 - 神奈川中央交通東の管轄路線であった藤101～103、六01～06が神奈川中央交通へ移譲される（神奈川中央交通東に管理委託）。

## 現行路線

### 藤沢駅北口 - 神明町 - 高山車庫方面
- 藤01：藤沢駅北口 - 神明町 - 高山車庫

藤沢駅と高山車庫を結ぶ路線だが、出入庫路線としてだけでなく日本精工・ソニーなどの工場を結ぶ通勤路線、「ソニー前」停留所および「高山車庫」停留所付近の大型ショッピングセンター「湘南モールフィル」「MrMax湘南藤沢ショッピングセンター」へのアクセス路線としても機能している。藤沢駅を出ると東海道線沿いの市道を直進し、湘南モールフィルの先で右折して高山車庫へ向かう。
藤沢駅発着路線の出入庫としては最短で3分間隔の高頻度で運転され、日中時間帯も毎時6便程度が確保される。

### 藤沢駅北口 - 上村 - 高山車庫・辻堂駅方面
- 藤02：藤沢駅北口 - 上村 - 高山車庫
- 藤02：藤沢駅北口 → 上村 → 高山車庫（深夜バス）
- 藤03：藤沢駅北口 - 上村 - 明治中学校前 - 辻堂駅北口

日本精工北側の上村（かむら）地区を経由する路線で、「上村経由」と案内される。藤沢駅から県道戸塚茅ヶ崎線交差点を直進して日本精工藤沢工場を半周したのち右折し、上村橋を渡ってから高山交差点にて高山車庫方面、または辻堂駅方面へ分かれる。上記の藤01と異なり、平日藤沢駅発の深夜バスは1便が設定されているが、日中時間帯は約20分間隔とやや間隔があいている。かつては江ノ電バスが往路1便のみ乗り入れており、共通定期券を取り扱っていた（藤03のみ）。

### 藤沢駅北口 - 浜見山 - 辻堂団地方面
- 藤04：藤沢駅北口 - 相生町 - 鵠沼小学校前 - 浜見山 - 辻堂団地（江ノ電バス湘南営業所と共同運行）

相生町の先の交差点を左折し、東海道線の陸橋を超えて県道戸塚茅ヶ崎線（湘南新道）を進み、浜見山交差点で辻堂団地、辻堂駅方面へ分かれる。江ノ電バス湘南営業所との共同運行路線で共通定期券の取扱いを行っているが、時刻表に藤04（両社）と藤06（神奈川中央交通担当便）が併記され、藤06（江ノ電バス担当便）だけが江ノ電バスの時刻表に掲載されており、揃えられていない。年1便の免許維持路線である藤77（藤沢駅 - 江ノ島駅 - 江ノ島 - 鵠沼海岸 - 辻堂駅）を除くと、藤沢駅発着路線では東海道線より南側の海沿いを走る唯一の路線群で、当営業所管内の路線において最も海沿いを走る路線である。
藤04は日中時間帯に約20分間隔で毎時3便を両社が交互に運行するが、平日朝夕は神奈川中央交通担当便が若干増えて約10分間隔で運行される。

### 藤沢駅北口 - 市民病院 - 辻堂駅方面
- 藤09：藤沢駅北口 - 南仲通り - 引地橋 - 明治中学校前 - 辻堂駅北口
- 藤10：藤沢駅北口 -（←遊行通り四丁目 / 南仲通り→）- 藤沢市民病院 - 引地橋 - 明治中学校前 - 辻堂駅北口（土曜・休日運休）

引地橋から藤沢市民病院方面へ向かう路線で、藤09は引地橋まで藤07・08（茅ヶ崎営業所）と同一経路を走行し、メルシャン前の手前で左折して辻堂駅北口へ向かう路線である。汲田から先は前述の藤03と同一経路として補完している。なお、独自区間である引地橋 - 梅ヶ枝通り間には「湘南台」停留所が存在するが、藤沢市北部にある湘南台駅周辺とは全くの無関係である。
藤10は藤沢市民病院へのアクセス路線で、藤沢駅 - 市民病院間は往復で経路が異なるのが特徴である。藤沢駅平日8:35～14:35発は市民病院経由の藤10となり、それ以外の時間帯と土曜・休日の全便は藤09となる。

### 藤沢駅北口 - 大庭隧道 - 湘南ライフタウン方面
- 藤12：藤沢駅北口 - 南仲通り - 湘南高校前 - 引地橋 - メルシャン前 - 大庭隧道 - 小糸 - ライフタウン中央 - 二番構保健医療センター - 湘南ライフタウン
- 藤13：藤沢駅北口 -（←遊行通り四丁目 / 南仲通り→）- 藤沢市民病院 - 湘南高校前 - 引地橋 - メルシャン前 - 大庭隧道 - 小糸 - ライフタウン中央 - 二番構保健医療センター - 湘南ライフタウン（土曜・休日運休）

藤沢駅からライフタウン中央部へのアクセス路線として新設されたもので、毎時1-2便程度が確保されている。大庭隧道開通前は大六天経由で運行していた。藤13は上記の藤10と同様に藤沢市民病院へのアクセス路線で、平日に運行される藤12の一部を振り替えたものだが、藤10とは異なり、午前中に1.5往復、午後にライフタウン方向へ2便が運行されるのみである。

### 藤沢駅北口 - カントリークラブ - 湘南ライフタウン - 湘南台駅方面
- 藤39：藤沢駅北口 - 南仲通り - 湘南高校前 - 引地橋 - メルシャン前 - 大六天 - 湘南カントリークラブ前 - 大辻 - 湘南ライフタウン - 遠藤 - 湘南台駅西口（土曜・休日運休）
- 藤39：湘南台駅西口 → 遠藤 → 湘南ライフタウン → 大辻 → 湘南カントリークラブ前 → 大六天（土曜・休日運休）
- 藤40：藤沢駅北口 - 南仲通り - 湘南高校前 - 引地橋 - メルシャン前 - 大六天 - 湘南カントリークラブ前 - 大辻 - 湘南ライフタウン

湘南ライフタウンの南側、羽根沢団地第一住宅南側を運行する路線で、1時間1便が運行される。湘南ライフタウンから先は左に逸れて遠藤経由で運行されるがこの経路は遠回りゆえに渋滞に巻き込まれやすく、定時運行が困難になることもしばしば発生する。2020年10月5日のダイヤ改正で湘南台駅西口発の最終便が大六天止まりとなった。2024年1月15日のダイヤ改正で、藤39の区間便となる藤40が開設されたほか、大六天止まり便が平日のみの運行となった。

### 藤沢駅北口 - 石川橋 - 一色上 - 湘南台駅方面
- 藤34：藤沢駅北口 - 遊行通り四丁目 - 湘南高校前 - 引地橋 - メルシャン前 - 大六天 - 北の谷 - 石川橋 - 東京ラジエーター前 - 一色上 - 湘南台駅西口
- 藤34：湘南台駅西口 → 一色上 → 東京ラジエーター前 → 石川橋 → 北の谷 → 大六天 → メルシャン前 → 引地橋 → 湘南高校前 → 南仲通り → 藤沢駅北口（平日運休）
- 藤34：湘南台駅西口 → 一色上 → 東京ラジエーター前 → 石川橋 → 北の谷 → 大六天

藤沢駅と湘南台駅を県道藤沢厚木線で運行する路線で、湘南ライフタウンを経由せず、一色上付近では工場街を通る独自経路となっている。かつては藤沢駅から綾瀬車庫・本厚木駅方面の路線が多数運行されていたが、長距離路線のために大幅な遅延が恒常化していたため、2002年7月22日から綾瀬営業所と共同運行となり、2003年4月1日に藤沢営業所へ移管された。現在では県道藤沢厚木線を縦断する唯一の路線である。土曜・休日の日中時間帯における湘南台駅発の便は藤沢駅周辺で経路が異なるが、前述の藤10・13と異なり、藤沢駅方向は南仲通り経由で運行される。2020年10月5日のダイヤ改正で湘南台駅西口発の最終便が大六天止まりとなった。

### 藤沢駅北口 - 荏原工業団地・善行駅方面
- 藤35：藤沢駅北口 - 遊行通り四丁目 - 伊勢山入口 - 修道院下 - 関東航空前 - 荏原工業団地
- 藤35：荏原工業団地 → 関東航空前 → 修道院下 → 伊勢山入口 → 南仲通り → 藤沢駅北口（平日運休）
- 藤36：藤沢駅北口 - 遊行通り四丁目 - 伊勢山入口 - 善行大橋 - 善行二丁目 - 善行駅
- 藤36：善行駅 → 善行二丁目 → 善行大橋 → 伊勢山入口 → 南仲通り → 藤沢駅北口（平日運休）
- 藤45：藤沢駅北口 - 遊行通り四丁目 - 藤沢市民病院 - 伊勢山入口 - 修道院下 - 関東航空前 - 荏原工業団地（土曜・休日運休）
- 藤46：藤沢駅北口 - 遊行通り四丁目 - 藤沢市民病院 - 伊勢山入口 - 善行大橋 - 善行二丁目 - 善行駅（土曜・休日運休）
- 藤65：藤沢駅北口 - 遊行通り四丁目 - 伊勢山入口 - 修道院下 - 関東航空前 - 荏原工業団地 - 善行駅（土曜・休日運休）
- 藤66：藤沢駅北口 - 遊行通り四丁目 - 藤沢市民病院 - 伊勢山入口 - 修道院下 - 関東航空前 - 荏原工業団地 - 善行駅（土曜・休日運休）

藤沢駅北口から国道467号を経由して台町交差点へ向かい、小田急江ノ島線沿いを北上して荏原工業団地へ向かう路線群である。土曜・休日の日中時間帯は国道467号の渋滞を回避するために南仲通り経由へ変更されるが、反対に平日の日中時間帯は藤沢市民病院へのアクセスとして藤45・46に振り替えて運行され、往復とも遊行通り四丁目経由で運行される。2024年11月16日のダイヤ改正にて藤35・藤45の平日午前便は運転区間が延長（荏原工業団地 - 善行駅間）され、新たに藤65・藤66を名乗る。

### 藤沢駅北口 - 老人センター方面
- 藤38：藤沢駅北口 - 遊行通り四丁目 - 湘南高校前 - 引地橋 - 老人センター（土曜・休日運休）

藤沢駅北西部に位置する老人福祉センター「やすらぎ荘」への路線で、途中に狭隘区間があるため、全便中型車で運行される。すぐ北側には湘南藤沢地方卸売市場がある。「やすらぎ荘」の休館日は運休となり、正門前のゲートが閉鎖されるために「老人センター」停留所は利用できない。
上記の藤35・36などと台町交差点まで並走したのち、交差点を直進して老人福祉センターへ向かう。

### 藤沢駅北口 - 下屋敷 - 湘南台駅方面
- 藤51：藤沢駅北口 - 遊行通り四丁目 - 藤沢市民病院 - 聖園女学院前 - 藤沢翔陵高校前 - 下屋敷 - 亀井野 - 六会 - 湘南台駅東口
- 藤58：藤沢駅北口 - 遊行通り四丁目 - 藤沢市民病院 - 聖園女学院前 - 藤沢翔陵高校前 - 下屋敷 - 亀井野 - 六会日大前駅

藤沢駅から国道467号を経由して立石付近から旧道へ入り、藤沢市西俣野・亀井野方面へ向かう路線群である。中心となるのは藤51で、以前は綾瀬営業所との共同運行で長後駅まで運行していたが、1996年には長後駅発着路線と六会駅（当時）付近より小田急江ノ島線の線路を跨ぐ湘南台駅西口発着路線が廃止されて現在に至る。

### 藤沢駅北口 - 横浜医療センター方面
- 藤54：藤沢駅北口 -（藤沢駅北口通り）- 藤沢橋 - 影取 - 聖母の園前 -（←原宿）- 横浜医療センター前 - 俣野公園・横浜薬大前
- 藤55：藤沢駅北口 -（藤沢駅北口通り）- 藤沢橋 - 影取 - 聖母の園前 -（←原宿）- 横浜医療センター前 - 横浜医療センター（平日運休）
- 藤56：藤沢駅北口 → 南仲通り → 藤沢橋 → 影取 → 聖母の園前

藤54は横浜ドリームランドへのアクセス路線として開設されたもので、2002年の廃業後は横浜医療センター、横浜薬科大学への路線として継続している。並行する戸81（戸塚バスセンター - 藤沢駅）の補完でもあり、途中の原宿停留所は国道1号上に設置されている関係で藤沢駅方向のみ停車する。なお、ドリームランド停留所は現在の「俣野公園・横浜薬大前」であるが、2002年の廃業後もしばらくは停留所名称が変更されず、2009年4月になってようやく行先表示と共に変更された。2015年8月31日のダイヤ改正で藤沢駅付近の経路が南仲通り経由から藤沢駅北口通り経由に経路変更された。これによって他路線と異なり、南仲通り・遊行通り四丁目の両方を経由しない独自区間となり、藤沢駅 - 藤沢橋間には途中停留所が存在しない。
2021年8月16日のダイヤ改正で藤55・56が新設された。藤55は横浜医療センター構内へ乗り入れる路線で、土曜・休日の日中時間帯を中心に毎時1便が運行される。開設当初から藤54と同様に藤沢駅北口通り経由で運行されている。藤56は聖母の園前止まりの区間便で、藤54・55と異なり南仲通り経由で運行される。

### 藤沢駅北口 - 柄沢循環
- 藤60：藤沢駅北口 → 藤が岡中央 → 柄沢橋 → 柄沢 → 藤が岡中学校前 → 柄沢橋 → 藤が岡中央 → 藤沢駅北口（柄沢循環）

2014年1月14日に新設された時計回りの循環路線で、藤沢駅と藤沢市柄沢区画整理地域を結ぶ「柄沢循環」と案内される。後述の船32（大船駅 - 柄沢橋 - 藤沢橋 - 藤沢駅）と異なり、藤沢郵便局前交差点から村岡トンネル経由で藤が岡中央から柄沢橋へ向かうが、村岡トンネル手前にある「東橋」停留所は通過する。柄沢区画整理地域から大船に出る船31は土曜・休日運休であるために藤沢側からのアクセスが強く、終日に渡って1時間に約2〜3便が設定されている。

### 藤沢駅北口 - 藤が岡循環

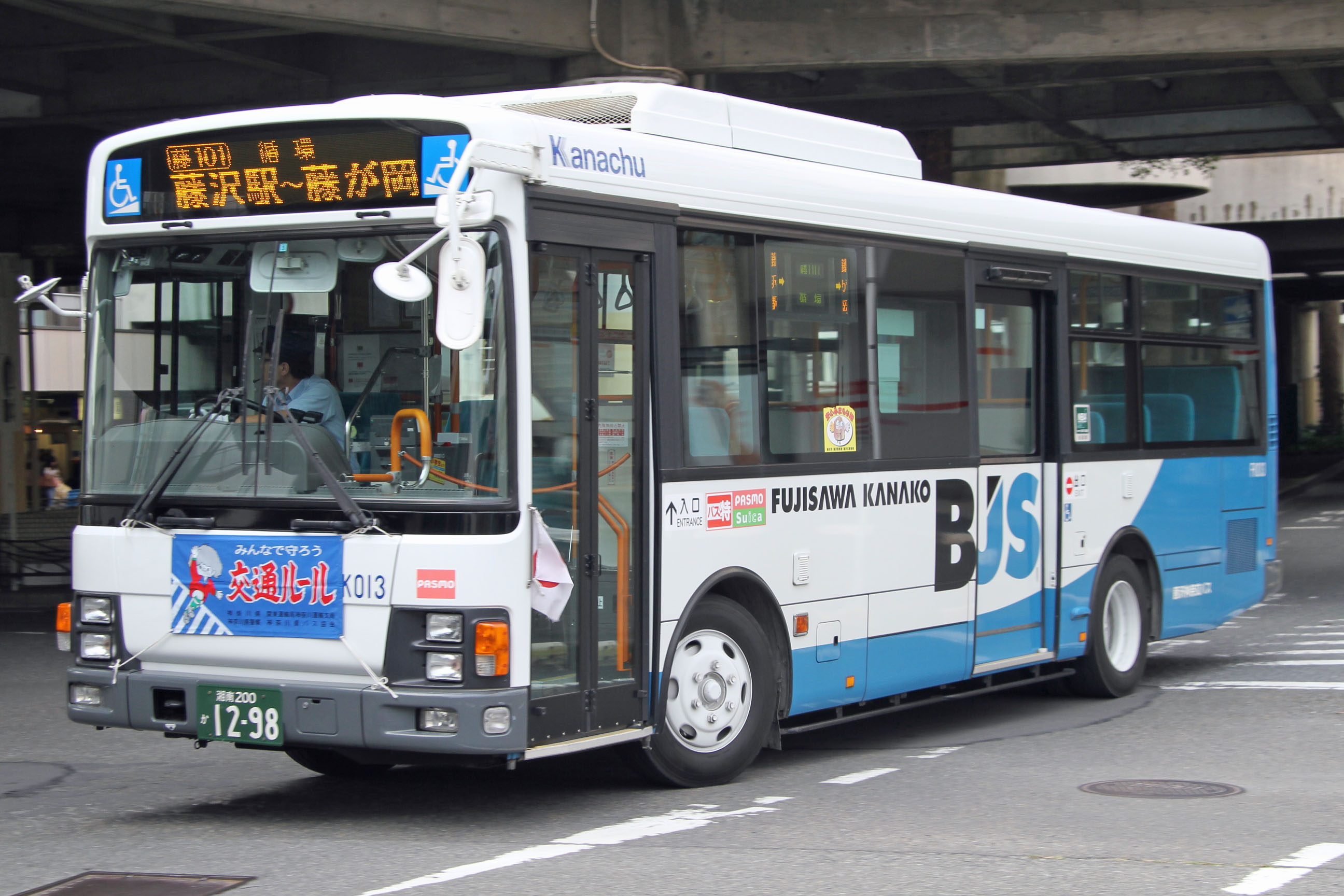
藤沢神奈交時代の藤101 (FK013)
※現在は神奈川中央交通一般色へ変更済

- 藤101：藤沢駅北口 → 御所ヶ谷橋 → 藤が岡1号 → 藤が岡7号 → 藤が岡13号 → 藤が岡15号 → 御所ヶ谷橋 → 藤沢駅北口（藤が岡中央非経由）
- 藤102：藤沢駅北口 → 御所ヶ谷橋 → 藤が岡1号 → 藤が岡6号 → 藤が岡中央 → 藤が岡14号 → 藤が岡15号 → 御所ヶ谷橋 → 藤沢駅北口（藤が岡7号～13号非経由）（土曜・休日運休）
- 藤103：藤沢駅北口 → 御所ヶ谷橋 →（通過）→ 藤が岡中央 → 藤が岡7号 → 藤が岡13号 → 藤が岡15号 → 御所ヶ谷橋 → 藤沢駅北口（藤が岡1号～6号非経由）（土曜・休日運休）

藤沢駅から北東部に位置する藤が岡地区を時計回りに循環運行する路線で、藤沢神奈交バスが開設したのちに神奈川中央交通東の直轄路線として運行されてきたが、2017年12月16日に神奈川中央交通本体へ路線免許を移管し、現在は運行を受託している。
他路線とは異なる非常に特徴的な循環経路を採用している。藤が岡地区の中央に位置し、前述の藤60（藤沢駅 - 柄沢循環）も停車する「藤が岡中央」停留所を境に南西側と北東側をそれぞれ循環運行する路線（藤102・103）と、藤が岡全域を循環運行する路線（藤101）が設定され、藤102・103は早朝に運行される。なお、藤101は藤が岡地区全域を循環運行するために藤が岡中央を経由せず、藤103は時計回りの経路で停留所が設置されている関係で往路の藤が岡14号・15号には停車しない。
開業当初は「湘南ロコ号」の愛称が付いたアヒル塗装の日野・リエッセが専属で使用されていたが、積み残しが多発したため、2009年頃から藤沢神奈交バスの専用塗装を施されたいすゞ・エルガミオが導入された。
2021年8月16日のダイヤ改正で、藤102・103が平日早朝のみ運行に変更された。藤沢駅発の始発便のみ藤102で運行され、7時台までに藤101と藤103が2便ずつ運行されたのち、8時以降は全便が藤101で運行される。

### 藤沢駅北口 - 戸塚バスセンター方面
- 戸81：藤沢駅北口 - 南仲通り - 藤沢橋 - 影取 - 聖母の園前 - 原宿 - 吹上 - 大坂上 -（戸塚駅西口→）- 戸塚バスセンター
- 戸81：戸塚バスセンター → 大坂上 → 吹上 → 原宿 → 聖母の園前 → 影取 → 藤沢橋 → 南仲通り → 藤沢駅北口（深夜バス）（土曜・休日運休）

藤沢営業所管内で唯一の戸塚バスセンター乗り入れ路線で、1時間に3便程度が確保されている。相生町から戸塚茅ヶ崎線へ右折し、鉄砲宿から国道1号を経由して戸塚駅へ向かう。2011年9月20日に都市計画道路戸塚駅前線の開通によって「戸塚駅西口（降車専用）」停留所が設置されたため、戸塚営業所管轄路線と同様に経路変更を実施している。戸塚側の系統番号を採用しているがダイヤ上の起点は藤沢駅で、以前は始発～8:59まで前乗り・前払いだったが、現在は全時間帯で中乗り運賃後払いである。戸塚バスセンター発は深夜バスが平日1便設定されている。

### 藤沢駅北口 - 江の島 - 辻堂駅方面（季節運行）
- 藤77：藤沢駅北口 - ミネベア前 - 柳小路 - 諏訪神社前 - 江ノ島駅前 - 江ノ島海岸 - 江の島 - 江ノ島水族館前 - 鵠沼海岸 - 鵠沼プールガーデン - 浜見山 - 辻堂駅南口

神奈川中央交通で唯一の江の島周辺を走る路線で、最末期は夜間1便のみ運行していたが、2001年9月16日に運行を休止した。休止後も臨時運行に備えていたためか、しばらく路線図の記述や行先表示のデータが残されていた。2011年6月26日より同経路の路線を江ノ電バスが担当するようになり、路線図からも表記が消され、神奈中の運行は無期休止となっていた。2021年7月22日より毎年海の日限定の季節運行便（早朝1往復）として約20年ぶりに運行が再開された。このことから同経路の運行免許は休止期間中も保持されていたものと見られる。

### 辻堂駅北口 - 赤羽根方面
- 辻07：辻堂駅北口 - 羽鳥一丁目 - 城南一丁目 - 六図 - 赤羽根（土曜・休日運休）
- 辻07：辻堂駅北口 -（羽鳥一丁目→）- 城南一丁目 - 六図 - 赤羽根（平日運休）

茅ヶ崎営業所から湘南神奈交バスへ管理委託されるために藤沢営業所へ移管された路線で、大庭隧道手前を左折して新湘南バイパスの側道を西進する。途中区間に狭隘道路が存在するため、全便中型車での運行となる。
当路線の終点である「赤羽根」停留所から、茅ヶ崎営業所管内の「甘沼」停留所までは比較的近く、徒歩で連絡することも可能である。辻堂駅方向のうち、土曜・休日は羽鳥一丁目を経由せずに運行される。

### 辻堂駅北口 - 老人センター方面
- 辻31：辻堂駅北口 - 明治中学校前 - 引地橋 - 老人センター（土曜・休日運休）

辻堂駅から老人福祉センター「やすらぎ荘」へのアクセス路線だが、1日1往復の運行に抑えられている。「やすらぎ荘」の休館日は運休となり、正門前のゲートが閉鎖されるために「老人センター」停留所は利用できない。

### 辻堂駅南口 - 辻堂団地方面
- 辻03：辻堂駅南口 - 高砂 - 辻堂西海岸 - 辻堂団地（江ノ電バス湘南営業所と共同運行）

辻堂駅南口から辻堂西海岸へ向けて一直線に南下する路線で、2000年の運行開始当初は辻堂西海岸発着だったが、2016年12月19日に辻堂団地まで延伸した。当初は環境への配慮から当路線専属の低公害車を主に使用していたが、現在は全車両が低公害車となったため共通運用化されている。

### 大船駅 -（国道1号）- 藤沢駅方面
- 船65：大船駅西口 - 小蓋山 - 田谷 - 公文国際学園 - 原宿四ツ角 -（原宿→）- 聖母の園前 - 影取 - 藤沢橋 - 南仲通り - 藤沢駅北口（土曜・休日運休）

大船駅と藤沢駅の両駅間を国道1号経由で結ぶ路線だが、大船駅発が平日早朝5便、藤沢駅発は平日夜間に数便の設定に抑えられ、それ以外の時間帯および土曜・休日は運休する。原宿四ツ角 - 田谷間は船21・22・24・25と異なり新道経由で運行される。

### 大船駅 - 柄沢 - 藤沢駅方面
- 船30：柄沢 → 慈眼寺 → 渡内 → 大船駅西口（土曜・休日運休）
- 船31：大船駅西口 → 渡内 → 柄沢 → 慈眼寺（土曜・休日運休）
- 船32：大船駅西口 - 玉縄行政センター入口 - 渡内 - 柄沢橋 - 藤沢橋 - 藤沢駅北口
- 船33：大船駅西口 - 玉縄行政センター入口 - 植木谷戸 - 関谷インター - 柄沢橋 - 藤沢橋 - 藤沢駅北口

船30・31は大船駅から西部の柄沢地区へ向かう路線で、船30が2014年1月14日、船31はその1年後に新設されたが、柄沢地区は藤沢側と繋がりが強いために運行は平日のみに抑えられ、さらに循環運行が設定されていない。
船32は上記路線群の中心で、「渡内経由」と案内される。大船駅西口発着路線の中で最も本数が多く、日中時間帯でも1時間4便が運行され、ラッシュ時になるとさらに本数が増加する。かつては平日早朝に渡内始発の大船駅行きが設定されていたが、2015年1月13日に船30へ代替廃止されている。船33は関谷インター経由で運行され、柄沢地区北部を経由する遠回り路線である。関谷インター付近で僅かに経路が異なるが停留所の設置は無く、さらに以前は船39（大船駅 - 関谷インター）も設定されていた。

### 大船駅 - 南岡本方面
- 船34：大船駅西口 -（←鎌倉岡本郵便局前 / 玉縄行政センター入口→）- 南岡本

1977年に完成したマンション「鎌倉ロジュマン」のアクセス路線として開設されたもので、藤沢営業所管内では最も営業キロ数が短い路線である。朝夕は毎時2-3便が設定され、それ以外の時間帯は毎時1便の運行となる。2014年9月24日のダイヤ改正で、復路が鎌倉岡本郵便局前経由へ変更された。

### 大船駅 - 清泉女学院方面
- 船35：大船駅西口 - 玉縄出張所前 - 栄光学園前 - 玉縄台 -  清泉女学院
- 船36：大船駅西口 -（直行）- 清泉女学院
- 船37：大船駅西口 - 田谷 -（←関谷インター）- 清泉女学院

大船駅と西部の清泉女学院を結ぶ短距離路線で、朝の女学院方向は学生輸送が中心となるが、路線の多くが傾斜地のために玉縄地区の住民の移動手段としても活用されており、1時間に3便が運行されている。
2019年9月の台風10号によって玉縄出張所付近（栄光坂）で崖崩れが発生したため、船33（大船駅 - 関谷インター - 藤沢駅）と同経路（大船駅方面は柏尾川沿い経由）で迂回運行され、併せて臨時便として打越で接続する“打越 - 栄光学園”が設定された。その後、崖崩れの当該区間が大船駅方向の一方通行道路として暫定開通したことにより、同年11月17日より大船駅 - 清泉女学院間を、船33と同経路かつ無停車とし、そのまま打越から栄光学園経由で大船駅へ戻る時計回りの循環路線（大船駅西口 → 打越（臨時停留所） → 清泉女学院 → 打越 → 玉縄台 → 栄光学園前 → 大船駅）として運行再開した。この循環運行は道路の復旧に伴って2021年3月18日をもって終了し、元の運行形態に復帰している。
船36はイベントや受験など、特定需要のための臨時運行便として設定されていたが、2021年4月10日より土曜日の定期運行便（休校日運休）へ格上げされた。
船37は大船駅から北上し、環状4号経由で田谷・関谷を経由する遠回り路線で、関谷・面谷戸付近で独自経路を持つ。

### 大船駅 - 城廻中村循環
- 船101：大船駅西口 → 公会堂前 → 陣屋坂 → 城廻中村 → 大船駅西口
- 船102：大船駅西口 → 公会堂前 → 陣屋坂 → 城廻中村
- 船103：城廻中村 → 陣屋坂 → 公会堂前 → 大船駅西口

オムニバスタウンである鎌倉市の政策によって2003年から運行を開始した路線である。専用の9ｍ仕様エアロミディMJ3台で運行していたが老朽化のため、2016年から神奈川中央交通標準色であるエルガミオに置き換え、既存の中型車と共通で運転されている。この路線で使用される車両は、高山車庫から大船駅または城廻中村へ回送されて運行する。

### 善行駅 - 善行団地方面
- 善01：善行駅 -（善行二丁目坂上→）- 団地入口 - マーケット前 - 善行団地
- 善01：善行駅 → 善行二丁目坂上 → 団地入口 → マーケット前 → 善行団地（深夜バス）
- 善04：善行駅 - 善行台 - 富士見台 - マーケット前 - 善行団地
- 善05：善行駅 → 茅山 → 善行坂北 → 善行団地 → マーケット前 → 団地入口 → 善行駅（始発 - 12:59まで）
- 善06：善行駅 → 団地入口 → マーケット前 → 善行団地 → 善行坂北 → 茅山 → 善行駅（13:00 - 終車まで）

善行団地へ向かう短距離路線であるが、沿線には非常に起伏があり、善行駅から善行団地へ向かうには急坂が連続するため、一定の利用者がいる。以前は善01のみだったが、沿線開発の進展と団地北側を経由する新道が開通したため、北回りの善04が新設された。2013年には善行団地の西側に位置する大庭・善行坂地区にも新道が開通したため、同年7月のダイヤ改正で善05・06が新設された。この区間はかつて藤37（藤沢駅 - 善行大橋 - 一色上 - 湘南台駅）が運行していた路線であるため、事実上の路線復活となっている。この循環線は善行団地周辺の需要状況によって両回りが設定されており、13時で運行が入れ替わる。
なお、善05は善行駅を出発すると善行坂方面へ向かうのに対して、善06は善行坂から善行二丁目経由で善行駅へ戻る経路となっているが、これは善行駅ロータリーにおいて善05の経路で戻ると、ロータリー周辺の道路が狭いために降車場へ到着出来なくなるためで、これを防ぐために善行二丁目経由で運行される。終車時間帯には善01が運行され、平日・土曜には深夜バスも運行される。

### 善行駅 - 卸売市場前方面
- 善02：善行駅 - 卸売市場前 - 老人センター（土曜・休日運休）
- 善03：善行駅 - 卸売市場前 - 大六天 - 北の谷 - 駒寄 - 湘南ライフタウン

かつては綾瀬営業所の管轄路線だったが、2000年11月に移管された。大六天 - 北の谷間は前述の藤34、二番構保健医療センター - 湘南ライフタウン間は藤12・13などと同経路を走行するが、その間に設置されている「駒寄小学校前」停留所は当路線のみが停車する。湘南ライフタウン発着路線では最も本数が少なく、1日10便程度に抑えられている。善02は他路線と同様、「やすらぎ荘」の休館日は運休となり、正門前のゲートが閉鎖されるために「老人センター」停留所は利用できない。

### 六会日大前駅 - 天神町循環
- 六03：天神町6号 → 天神町7号 → 天神町9号 → 天神町4号 → 六会日大前駅西口
- 六05：六会日大前駅西口 → 天神町会館前 → 4号西 → 天神町7号 → 天神町9号
- 六07：六会日大前駅西口 → 天神町会館前 → 4号西 → 天神町7号 → 天神町9号 → 天神町4号 → 六会日大前駅西口

六会日大前駅西側に位置する天神町地区を循環する路線群で、2003年10月16日に藤沢神奈交バス直轄の路線として開業した。その後、神奈川中央交通東への移管を経て前述の藤が岡循環線と同様に神奈川中央交通へ移管し、運行受託を行っている。以前は「てんじんミニバス」と表記された専用の小型車（三菱ふそう・エアロミディME）が専属で運用に入っていたが、神奈川中央交通東へ移管されてからすぐに舞岡営業所から日野・ポンチョが転入し、使用されている。ただし2台のみ配置で予備車が存在しないため、中型車による運行の場合もある。「湘南看護専門学校前」停留所は、同校の移転に伴い、2014年4月1日に「天神町会館前」に改称された。
2020年3月14日のダイヤ改正で六01・02・04・06が廃止され、往路で天神町会館前、復路で天神町4号をそれぞれ経由する六07が新設された。
他の藤沢営業所の路線から孤立しており、出庫時は高山車庫から回送して天神町6号から六03として運用に入り、入庫時は六05として天神町9号到着後に高山車庫へ回送される。
地元住民の要望で開業したものの赤字続きであり、特に新型コロナウイルス感染症の流行以来、利用者数の低迷に拍車がかかっている。このため、藤沢市と自治会との協議の上、2024年6月1日より日中運行分の車両をワゴン車に置き換えたオンデマンドバス移行実証実験が開始された。

## 廃止・移管路線
停留所名称は全て、廃止・移管当時の名称のままとする。
- 藤06：藤沢駅北口 - 相生町 - 鵠沼小学校前 - 浜見山 - 辻堂駅南口（江ノ電バス湘南営業所と共同運行）（土曜・休日運休）

2025年7月12日のダイヤ改正で廃止されたが、藤沢駅方向のみ江ノ電バスが存続する。
- 藤15：藤沢駅北口 - 南仲通り - 湘南高校前 - 引地橋 - メルシャン前 - 大六天 - 湘南カントリークラブ前 - 滝の沢小学校前 - 湘南ライフタウン

2024年1月15日のダイヤ改正で藤40に代替廃止された。廃止時点では平日朝夕のみ運行であった。
- 藤31：藤沢駅北口 - 羽鳥 - 石川橋 - 六地蔵 - 用田辻 - 杉久保 - 社家駅 - 厚木駅 - 相模大橋 - 本厚木駅南口

1923年に片瀬自動車商会によって運行開始された歴史ある路線だが、1992年に廃止された。最末期は1日2往復の運行で、綾瀬営業所開設によって藤沢市北部方面の路線が次々と移管される中、最後まで藤沢が担当していた。
- 藤32：藤沢駅北口 - 遊行通り四丁目 - 引地橋 - 石川橋 - プレス工業前
- 藤33：藤沢駅北口 - 遊行通り四丁目 - 羽鳥 - 石川橋 - 六地蔵 - 用田車庫

藤32は藤33の区間便として早朝に数本運行していたが、綾瀬車庫へ延伸させた藤76に揃って代替廃止された。
- 藤37：藤沢駅北口 - 遊行通り四丁目 - 善行大橋 - 大庭 - 石川橋 - プレス工業前 - 一色上 - 南桐原 - 桐原四辻 - 湘南台駅西口

藤36から藤34・湘13（初代）へ接続するような路線で、善行大橋 - 石川橋間に独自経路を有する。最末期は土曜早朝に1往復する免許維持路線だった。2003年9月28日のダイヤ改正で廃止され、藤37のみ停車していた「大庭」停留所も撤去された。
- 藤38：藤沢駅北口 -（←南仲通り / 遊行通り四丁目→）- 湘南高校前 - 引地橋 - 老人センター（平日運休）

2025年7月12日のダイヤ改正で、南仲通り経由のみ廃止されたが、平日運休のため最終運行日は同年7月6日だった。
- 藤54（初代）：藤沢駅 - 南仲通り - 藤沢橋 - 影取 - 横浜医療センター前 - 俣野公園・横浜薬大前

2015年8月31日のダイヤ改正で、南仲通り経由から藤沢駅北口通り経由（停留所の設置が無い直通経路）へ経路変更された。
- 藤55（初代）：藤沢駅北口 - 遊行通り四丁目 - 下屋敷 - 円行 - 長後駅東口

1992年に新設された藤51（藤沢駅 - 湘南台駅）へ代替廃止された。
- 藤56（初代）：藤沢駅北口 - 遊行通り四丁目 - 市民病院 - 下屋敷 - 湘南台駅西口 - 土棚大下 - 長後駅西口
- 藤57：藤沢駅北口 - 遊行通り四丁目 - 市民病院 - 下屋敷 - 六会駅入口 - 湘南台駅西口

1996年4月8日に行われた国道467号方面の路線再編によって両系統とも廃止された。
- 藤59：藤沢駅北口 - 遊行通り四丁目 -  聖園女学院前 - 藤沢翔陵高校前 - 下屋敷 - 俣野公園・横浜薬大前

早朝に1往復のみ運行していた（行先停留所の変遷については藤54の項を参照）。藤沢市民病院を経由せず、白旗交差点から下屋敷方面へ向かう。需要が少ないことから段階的に運行が縮小され、平日のみの運行から藤沢駅方向の片道運行（2020年10月5日のダイヤ改正による）となり、最終的には2024年3月16日のダイヤ改正による減便をもって事実上の廃止となった。
- 藤60（初代）：藤沢駅北口 - 遊行通り四丁目 - 市民病院 - 下屋敷 - 湘南台駅東口 - 円行 - 長後駅東口

1996年4月8日に行われた国道467号方面の路線再編によって廃止された。
- 藤64：藤沢駅北口 - 影取 - 公文国際学園

公文国際学園への通学路線として1996年4月8日に新設されたが、2001年12月16日に大船駅からの急行路線へ統合廃止された。
- 辻03：辻堂駅南口 - 高砂 - 辻堂西海岸

2016年12月19日のダイヤ改正で辻堂団地まで延伸された。
- 辻21：辻堂駅北口 - 羽鳥山 - 大六天 - 小糸 - 駒寄 - 湘南ライフタウン - 古里団地 - 用田 - 用田車庫

綾瀬車庫へ延伸させた辻33に代替廃止された。
- 辻22：辻堂駅北口 - 大六天 - 小糸 - 駒寄 - 湘南ライフタウン
- 辻24：辻堂駅北口 - 大庭隧道 - 小糸 - 駒寄 - 湘南ライフタウン
- 辻25：辻堂駅北口 - 大庭隧道 - 小糸 - ライフタウン中央
- 辻26：辻堂駅北口 - 大庭隧道 - 小糸 - 駒寄 - 湘南ライフタウン - 石川山田 - 湘南台駅西口
- 辻28：辻堂駅北口 - 大六天 - 小糸 - 湘南カントリークラブ - 湘南ライフタウン
- 辻29：辻堂駅北口 - 大庭隧道 - 小糸 - 湘南カントリークラブ - 湘南ライフタウン

辻堂駅から湘南ライフタウン方面の路線群で綾瀬営業所へ移管、辻22・25は移管後に廃止された。
- 辻32：辻堂駅 - 明治中学校前 - 高山車庫

辻堂駅の出入庫路線だが、辻08（高山車庫 → 辻堂駅 → 市立病院）へ代替廃止された。
- 辻35（初代）：辻堂駅北口 - 大庭隧道 - 小糸 - 駒寄 - 湘南ライフタウン - プレス工業 - 文化体育館

休日運行で、綾瀬には移管されず藤沢が廃止まで担当した。
- 船34：南岡本 → 玉縄行政センター入口 → 大船駅西口

2014年9月24日のダイヤ改正で、大船駅方向のみ鎌倉岡本郵便局前経由へ経路変更された。
- 船35：大船駅西口 →（無停車）→ 清泉女学院 → 打越 → 栄光学園 → 大船駅西口

2019年10月の台風15号によって玉縄出張所付近で崖崩れが発生し、復旧した際に大船駅方向の一方通行となったことで、2019年11月17日から臨時運行された時計回りの循環路線。現在は復旧完了により運行していない。
- 船39：大船駅西口 - 植木谷戸 - 関谷インター

関谷インターの側道で折り返していた船33（大船駅 - 関谷インター - 藤沢駅）の区間便で、2015年1月13日に船33へ統合廃止された。
- 六01：六会日大前駅西口 → 天神町4号 → 天神町7号 → 天神町9号 → 天神町4号 → 六会日大前駅西口
- 六02：六会日大前駅西口 → 天神町4号 → 天神町7号 → 天神町9号
- 六04：六会日大前駅西口 → 天神町会館前 → 天神町7号 → 天神町9号 → 天神町会館前 → 六会日大前駅西口
- 六06：天神町6号 → 天神町7号 → 天神町9号 → 天神町会館前 → 六会日大前駅西口

2020年3月14日のダイヤ改正で往路で天神町会館前、復路で天神町4号をそれぞれ経由する六07に代替廃止された。
- 湘12（初代）：湘南台駅西口 - 円行大橋 - 加温処理場前 - 六地蔵 - 菖蒲沢 - 用田車庫

綾瀬車庫へ延伸させた湘20・21に代替廃止された。
- 湘13（初代）：湘南台駅西口 - 桐原四辻 - 桐原公園 - 南桐原 - 桐原四辻 - 湘南台駅西口（桐原工業団地循環）

桐原工業団地循環として運行していたが、現在とは一部で経路が異なっていた。
- 湘14：湘南台駅東口 -（直行）- いすゞ南門

湘南台駅からいすゞ自動車藤沢工場へ向かう路線で、工場構内へそのまま入り、敷地内に数ヶ所設置された停留所で乗降する。湘南台駅にて工場から派遣された係員による社員証確認が行われるため、一般客は利用できない。現在は綾瀬営業所へ移管された。
- 湘15（初代）：湘南台駅西口 - 桐原四辻 - 文化体育館

現在は石川六丁目経由へ経路変更され、綾瀬営業所管轄路線として運行している。
- 湘16（初代）：湘南台駅西口 - 円行大橋 - 大下 - 六地蔵 - 遠藤

遠藤停留所は現在の湘24（湘南台駅 - 遠藤 - 慶応大学）が使用する停留所だが、1988年12月24日の綾瀬営業所開設時に廃止された。
- 湘17：湘南台駅西口 - 石川山田 - 湘南ライフタウン - 文教大学

綾瀬営業所へ移管された。
- 湘19（初代）：ドリームランド - 西俣野 - 六会駅入口 - 湘南台駅西口 - 円行大橋 - 六地蔵 - 菖蒲沢 - 用田車庫

綾瀬車庫へ延伸させた湘20・21に代替廃止された。
- 長10：長後駅西口 - 土棚大下 - 円行上庭 - 湘南台駅西口

綾瀬営業所に移管後、2004年1月5日に廃止された。藤56（藤沢駅 - 市民病院 - 湘南台駅 - 長後駅）の長後側の折返し路線だが利用者が定着しなかった。
- 長12：長後駅西口 - 下土棚 - いすゞ

直行便だが公式案内では下土棚行きとなっている。湘14（湘南台駅 - いすゞ南門）と同様に工場構内へそのまま入り、敷地内に数ヶ所設置された停留所で乗降する。長後駅にて工場から派遣された係員による社員証確認が行われるため、一般客は利用できない。現在は綾瀬営業所へ移管された。
- 長13：長後駅西口 - 用田 - 本厚木駅南口

綾瀬営業所へ移管後、相模大橋を渡る唯一の路線として平日最終のみ運行していたが、2000年3月15日に廃止された。
- 長14：長後駅西口 - 葛原 - 用田 - 用田車庫

綾瀬車庫へ延伸させた長37～39に代替廃止された。
- 長15：長後駅西口 - 葛原 - 天沼 - 吉岡芝原

1988年12月24日の綾瀬営業所開設時に末端区間の芝原入口以遠を廃止し、吉岡工業団地発着として長36へ系統番号を変更した。「吉岡芝原」は現・綾瀬車庫とは位置が異なり、「綾瀬市吉岡」交差点を葛原方向に行った先に折返場があった。
- 長16：長後駅西口 - 下土棚 - 用田 - 杉久保 -（←海源寺 / 厚木駅→）- 海老名駅東口
- 長18：小谷 → 倉見神社前 → 用田 → 長後駅西口
- 長19：長後駅西口 - 用田 - 倉見神社前 - 小谷 - 景観寺 - 香川駅入口 - 肥地力 - 茅ヶ崎駅

綾瀬営業所へ移管後の2004年1月5日に廃止された。
- 長21：長後駅西口 - 落合 - 大法寺 - 吉岡芝原 - 女坂 - 用田車庫

綾瀬車庫へ延伸させた長37～39に代替廃止された。
- 長22：長後駅西口 - 落合 - 大法寺 - 綾瀬市役所
- 長24：長後駅西口 - 落合 - 大法寺 - 寺尾 - さがみ野駅

綾瀬営業所へ移管された。
- 長27：長後駅西口 - 上土棚 - 大上 - 相武台前駅
- 長28：長後駅西口 - 上土棚 - 大上 - 相武台下駅

綾瀬営業所管内へ移管後、2003年4月1日の座間市内路線再編によって廃止された。
- 長29：長後駅西口 - 上土棚 - 落合

1988年12月24日の綾瀬営業所開設時に廃止された。
- 長30：長後駅西口 - 落合 - 大法寺 - 綾瀬市役所 - 市民文化センター - 吉岡芝原 - 女坂 - 用田車庫

綾瀬車庫へ延伸させた長37～39に代替廃止された。
- 長33：長後駅西口 - 落合 - 大法寺 - 本蓼川 - 福田四丁目 - 桜ヶ丘駅西口

綾瀬営業所へ移管された。
- 長51：長後駅東口 - 円行 - 亀井野 - 西俣野 - ドリームランド
- 長52：長後駅東口 - 高松町 - 長後車庫

長後操車所への出入庫路線で、操車所閉鎖によって廃止された。途中停留所は「高松町」のみで、長後駅から短距離に位置していたため、大多数が回送での出入庫であった。
- 長53：長後駅東口 - 円行 - 亀井野 - 西俣野 - ドリームハイツ
- さ01：さがみ野駅 - 大塚本町 - 寺尾 - 綾瀬市役所 - 市民文化センター - 吉岡芝原

綾瀬営業所移管時に吉岡工業団地へ延伸された。長15と終点の位置が異なり、現在の「綾瀬車庫」停留所と同じ位置だった。

## 車両
藤沢神奈交バスだった頃は「藤沢操車所」として茅ヶ崎営業所の管轄下だったが、現在は「神奈川中央交通東」の営業所として、全車が神奈川中央交通からの委託車両（車番は「0」が付かない「ふxxx」）の配置となっている。2017年12月15日までは、神奈川中央交通からの管理委託車（車番は「0」が付かない「ふxxx」）と、神奈川中央交通東が所有する車両（「ふ600」番台)と区別されていたが、直轄路線の神奈川中央交通本体への移管に際して「ふ600」番台への改番が進められ、現在は消滅している。高速・観光車および特定車については、かつての神奈川中央交通藤沢営業所時代には在籍していたが、現在は配置されていない。
かつてのモノコック車体の時代は日野・三菱・いすゞ・日産ディーゼルの4社が揃って在籍していたが、神奈川三菱ふそう自動車販売が神奈川中央交通の傘下となって以降は、他営業所と同様に三菱ふそう車の比率が一気に上昇した。その過程において日産ディーゼル車は全廃、日野自動車も日野・リエッセが配置されるまでは姿を消していたが、藤沢市周辺はいすゞ自動車のお膝元という事情もあって、いすゞ車（純正）の投入が続けられていた。そのため、三菱車といすゞ車の比率は6:4で推移していたが、近年発覚したいわゆる「三菱リコール隠し」で三菱車の信用が失墜すると、いすゞ自動車の牙城ともいえる茅ヶ崎営業所の管轄下で、前述のように藤沢市がいすゞ自動車のお膝元であることから容易に選択できる有利さがあったことで両社の比率が急速に縮まっていった。現在では本区のみならず、神奈川中央交通全体においても新車導入の際は、大型車が三菱、中型車がいすゞを選択する傾向がみられる。
ごく短い期間ではあったが、平成初頭から中期まで富士重工製車体のいすゞ車が在籍していた時期があった。
2019年3月現在、大型車は三菱ふそう・エアロスター、いすゞ・エルガワンステップバスが中心である。ノンステップバスは2013年以降、藤沢市の補助によって導入が進められており、三菱ふそう・エアロスターが23台、いすゞ・エルガが9台配置、中型車はいすゞ・エルガミオが4台配置、小型車は天神町循環線用の日野・ポンチョが2台配置されている。以前は三菱ふそう・エアロミディMJ（KK-MJ27HL）が3台配置されていたが、2016年6月にいすゞ・エルガミオノンステップバスに置き換えられた。小型車も三菱ふそう・エアロミディME（KK-ME17DF）が2台配置されていたが、2017年1月に舞岡営業所から日野・ポンチョが転属され、それを置き換えられた。
2013年6月より、本区の一部車両でも運転席後方にモニターが設置され、ニュース・天気予報・広告などが放映される「かなch.」のサービスが実施されている。
所属車両に搭載されるLED行先表示器は交通電業社製を、運賃箱・整理券発行機・LCD運賃表示器はレシップ製を使用する。尚、この組合せは、当区から分区した綾瀬も同一である。

## その他
- かつて存在した用田車庫は、営業上は操車所ではなく一停留所扱いであり、乗務員詰所などの施設は無かった。住宅地図においても「バス折返し場」[18]と表記されていた。長後操車所担当便の待機場所として使われたほか、最盛期には茅ヶ崎駅、平塚駅、本厚木駅からもバスが乗り入れており、藤沢市北部・綾瀬市のバス利用者の要所となっていた。綾瀬営業所開設後は、ダイヤ改正を重ねるごとに綾瀬車庫止まり便に振り替えられたため、用田車庫の使用頻度は大きく下がり、末期には綾瀬営業所乗務員の休憩で時折使われるだけだった。2000年までには存在していたが、その後敷地が売却されて、2002年には住宅分譲地となり、バス停も「用田神社入口」に改称された。
- 綾瀬営業所開設当初は辻堂駅～湘南ライフタウン間、藤沢駅～湘南台駅・長後駅間の路線は藤沢営業所と共同運行した。路線再編が進み、1996年にはほぼ現在の担当分けに至っている。2021年時点の藤沢営業所所管路線の北限は湘南台駅から遠藤バス停付近を東西に結んだラインまでとなっていて、同じ藤沢市内でも長後地区や御所見地区には到達していない。この地域は綾瀬営業所の管轄となっていて、前述の北限の位置で営業エリアを分けている(湘南ライフタウン～辻堂駅方面は除く)。
- 管内路線の車内放送は長らく綾瀬営業所･秦野営業所とともに8トラックテープを使用していたが、2007年10月29日より音声合成装置に切り替わった。テープ時代には、運賃境界の停留所のみ冒頭のチャイムが通常と異なるなどの特徴があった（通常の停留所では3打音であるが運賃境界停留所では4打音に変更されていた）。
- 神奈川中央交通では全ての営業所で古いタイプの運賃箱を使用していたが、藤沢操車所は2007年10月21日より、主に海側の営業所で使用されているレシップ製の運賃箱に載せ替えた。
- バス需要の急激な変化に伴い、2020年のダイヤ改正以降、平日深夜や土曜・休日に区間便が設定されるようになっている。